# Sleep (Unix)

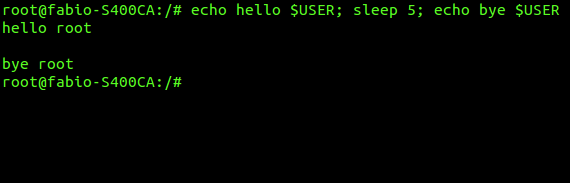
在终端中用 sleep 5 使指令执行延迟 5 秒

sleep是一个Unix的命令行程序，可以挂起执行程序一段指定时间。sleep指令可以将调用它的进程挂起至少指定秒（默认）、分、时或天。

## 用法
```
 
sleep
 
数字

```

其中，数字为指明的时间段的整数。一些实现支持浮点数.

### 选项
无。

## 范例
```
 
sleep
 
5

```

导致当前终端会话等待5秒。
```
 
sleep
 
17500

```

导致当前终端会话等待5小时

## GNU sleep特定范例
```
 
sleep
 
3h
 
;
 
mplayer
 
foo.mp3

```

等待3个小时，然后播放foo.mp3
注意，sleep 5h30m和sleep 5h 30m是非法的，因为sleep只接受一个参数作为值及单位。然而，sleep 5.5h是可以的。也可以连续执行sleep达到目的。
```
 
sleep
 
5h
;
 
sleep
 
30m

```

睡眠5个小时，然后再睡眠30分钟。
GNU计划的sleep实现（coreutils的一部分）允许用户传递多个参数，因此sleep 5h 30m（时和分之间的空格是必须的）可以工作在任何使用GNU sleep的系统上，包括GNU/Linux。
sleep的可能用途包括调度任务和延迟执行，或允许一个进程启动，或等待几个用户wget完一个大文件后释放共享网络连接。